# Солодникова, Тамара Степановна
Тама́ра Степа́новна Соло́дникова (1 сентября 1925, Пушкин, СССР — 21 июня 2010, Таллин, Эстония) — советская и эстонская русская актриса театра. В 1967—2010 годах актриса Русского театра Эстонии. Народная артистка Эстонской ССР (1989).

## Биография
Родилась 25 августа 1939 года в городе Пушкине. Отец — рабочий, мать — работница железной дороги.
Окончила среднюю школу в Пушкине в 1956 году, затем Химико-технологический техникум в Ленинграде.
Затем поступила в Ленинградский государственный институт театра, музыки и кинематографии (курс Г. Товстоногова), который окончила в 1967 году.
С 1967 по 2010 год — актриса Русского театра Эстонии.
Умерла 21 июня 2010 года в Таллине. Похоронена на таллинском кладбище Метсакалмисту.

## Роли в театре
- 1967 — «Воскресенье в Риме» Горни Крамера — Джованна Гаретти
- 1969 — «Оглянись во гневе» Джона Осборна — Элена Чарлз
- 1969 — «Тогда в Севилье» С. И. Алёшина — донна Анна
- 1970 — «Сотворившая чудо» Уильяма Гибсона — Энни Салливан
- 1971 — «Одни, без ангелов» Л. А. Жуховицкого — Валерия
- 1972 — «Птицы нашей молодости» Иона Друце — тётушка Руца
- 1974 — «Свои люди — сочтёмся» А. Н. Островского  — Устинья Наумовна
- 1974 —  «Горько!...» Брехта, Зощенко и Рощина — невеста
- 1977 — «Самозванцы» Э. В. Брагинского и Э. А. Рязанова — Раиса Ивановна
- 1978 — «Милый лжец» Джерома Килти — миссис Патрик Кэмпбелл
- 1981 — «Святая Сюзанна или Школа мастеров» Энна Ветемаа — Анне-Май
- 1981 — «Дети Ванюшина» С. А. Найдёнова — Клавдия
- 1983 — «Мелкий бес» Ф. К. Сологуба — Варвара Дмитриевна Малошина
- 1986 — «Ревизор» Н. В. Гоголя  — Анна Андреевна
- 1988 — «Вьё-Карре» Т. Уильямса  — миссис Вайр
- 1991 — «Вишнёвый сад» А. П. Чехова — Раневская
- 1992 — «В горах моё сердце» Уильяма Сарояна — бабушка Джонни
- 1994 — «Неугомонный дух» Н. Коурда —  мадам Арсети
- 1995 — «Женитьба» Н. В. Гоголя — Фёкла Ивановна
- 1995 — «На пути в Дамаск» Августа Стринберга — мать
- 1996 — «Три ′О′» Энтони Шаффера — Дуффет
- 1997 — «Капризы Марианны» Альфреда де Мюссе — Чиута
- 1998 — «Пока она умирала» Н. М. Птушкиной — Татьяна
- 2000 — «Шум за сценой» Майкла Фрейна — Дотти Отли
- 2001 — «Анна Каренина II» О. А. Шишкина  — Лидия Ивановна
- 2002 — «Ревизор» Н. Гоголя  — Анна Андреевна
- 2004 — «Кто чихнул?» Пьера Шено — Луиза
- 2006 — «Королю холодно» А. Х. Таммсааре — министр обороны
- 2007 — «Опасные связи» К. Хемптона по роману Пьера Шодерло де Лакло «Опасные связи» — мадам де Воланж
- 2007 — «C'est la vie» Ж.-М. Шевре — Мэривонн Дюпре
- 2008 — «Костюмер» Рональда Харвуда — Мэдж
- 2008 — «Горе от ума» А. С. Грибоедова — старуха Хлёстова

## Фильмография
- 1992 — Место любовных битв / Armastuse lahinguväljad (Эстония) — Надежда
- 1993 — Серый свет ноября / Marraskuun harmaa valo (Финляндия, Эстония) — беженка
- 1996 — Скрипка Ротшильда / Le Violon de Rothschild (Венгрия, Финляндия, Франция, Швейцария)
- 2002 — Лиля навсегда / Lilja 4-ever (Швеция, Дания) — социальный работник

## Звания и награды
- Трижды лауреат премий Театрального союза Эстонской ССР (1973, 1978, 1981)[1]
- Заслуженная артистка Эстонской ССР (1976)[1]
- Народная артистка Эстонской ССР (1989)[1]

## Семья
- Муж (с 1970 года) — Олев Китсас (1929—2018), актёр и театральный деятель; в 1965–1970 годах директор-организатор Русского драмтеатра Эстонии[1][4].
- Дочь, внук.